# Double or Nothing (2021)
Double or Nothing (2021) – gala wrestlingu wyprodukowana przez federację i dla zawodników All Elite Wrestling (AEW). Odbyła się 7 marca 2021 w Daily’s Place w Jacksonville w stanie Floryda, oprócz walki wieczoru która została wcześniej nagrana w TIAA Bank Field. Emisja była przeprowadzana na żywo przez serwis strumieniowy B/R Live w Ameryce Północnej i za pośrednictwem FITE TV na całym świecie oraz w systemie pay-per-view. Była to trzecia gala w chronologii cyklu Double or Nothing.
Na gali odbyło się dziesięć walk, w tym jedna podczas pre-show Buy In. W walce wieczoru, The Inner Circle (Chris Jericho, Jake Hager, Sammy Guevara, Santana i Ortiz) pokonali The Pinnacle (Casha Wheelera, Daxa Harwooda, MJF-a, Shawna Spearsa i Wardlowa) w Stadium Stampede matchu; gdzie jeśli by The Inner Circle przegrało, zostali by zmuszeni do rozwiązania stajni. W innych ważnych walkach, Kenny Omega pokonał Orange’a Cassidy’ego i Paca w three-way matchu broniąc AEW World Championship, Dr. Britt Baker, D.M.D. pokonała Hikaru Shidę poprzez submission zdobywając AEW Women’s World Championship, Darby Allin i Sting pokonali The Men of the Year (Ethana Page’a i Scorpio Skya) oraz The Young Bucks (Matt Jackson i Nick Jackson) pokonali Jona Moxleya i Eddiego Kingstona i obronili AEW World Tag Team Championship. Gala była również godna uwagi z powodu niespodziewanych występów Lio Rusha i Marka Henry’ego, którzy zadebiutowali w AEW.

## Produkcja
Double or Nothing oferowało walki profesjonalnego wrestlingu z udziałem wrestlerów należących do federacji All Elite Wrestling. Oskryptowane rywalizacje (storyline’y) kreowane są podczas cotygodniowych gal Dynamite i Dark oraz podczas odcinków serii Being The Elite. Wrestlerzy są przedstawieni jako heele (negatywni, źli zawodnicy i najczęściej wrogowie publiki) i face’owie (pozytywni, dobrzy i najczęściej ulubieńcy publiki), którzy rywalizują pomiędzy sobą w seriach walk mających budować napięcie. Kulminacją rywalizacji jest walka wrestlerska lub ich seria.

### Rywalizacje
Podczas gali Full Gear 7 listopada 2020 roku, MJF pokonał Chrisa Jericho o prawo do dołączenia do frakcji Jericho, The Inner Circle (składającej się z Jericho, Sammy’ego Guevary, Jake’a Hagera, Santany i Ortiza). Jednak w odcinku Dynamite z 10 marca 2021 roku, MJF zdradził The Inner Circle i ujawnił, że potajemnie budował własną grupę o nazwie The Pinnacle (składającą się z Shawna Spearsa, Wardlowa, FTR (Casha Wheelera i Daxa Harwooda) oraz menadżera Tully’ego Blancharda). Na gali Blood and Guts, 5 maja The Pinnacle pokonał The Inner Circle w Blood and Guts matchu, a na następnym odcinku Dynamite The Pinnacle wyzwał The Inner Circle na Stadium Stampede match na Double or Nothing, z zastrzeżeniem, że jeśli The Inner Circle przegra, zostaną zmuszeni do rozwiązania stajni. 19 maja na odcinku Dynamite, The Inner Circle zaakceptowało tę propozycję.
Na Blood and Guts, ogłoszono walkę pomiędzy Orange Cassidym (nr 1) i Pac’iem (nr 2), dwoma najwyżej sklasyfikowanymi wrestlerami singlowymi w AEW, w następnym odcinku Dynamite, w którym zwycięzca otrzyma walkę z Kennym Omegą o AEW World Championship na Double or Nothing. Jednak ich walka zakończyła się podwójnym nokautem, dlatego zdecydowano, że Omega będzie bronić tytułu przeciwko Cassidym i Pac’iem w Three-Way matchu na Double or Nothing.
21 kwietnia na odcinku Dynamite, Britt Baker, która zajmowała pierwsze miejsce w rankingu kobiet, skonfrontowała się z Hikaru Shidą po tym, jak Shida zachowała AEW Women’s World Championship przeciwko Tay Conti. Na Blood and Guts, ustalono walkę pomiędzy nimi o mistrzostwo na Double or Nothing.
7 kwietnia na odcinku Dynamite, AEW World Tag Team Champions, The Young Bucks (Matt Jackson i Nick Jackson) zaatakowali Jona Moxleya i Eddiego Kingstona i sprzymierzyli się ze swoim długoletnim przyjacielem Kennym Omegą, a także sojusznikami Omegi The Good Brothers (Doc Galllows i Karl Anderson) z Impact Wrestling. 12 maja na odcinku Dynamite, The Young Bucks wyzwali Moxleya i Kingstona na pojedynek na Double or Nothing z AEW World Tag Team Championship na szali.
12 maja na odcinku Dynamite, Miro pokonał Darby’ego Allina i zdobył AEW TNT Championship, a następnie został skonfrontowany z Lance’em Archerem. Na następnym odcinku Dynamite, walka pomiędzy nimi o mistrzostwo została ustalona na Double or Nothing.
31 marca na odcinku Dynamite, Cody Rhodes został zaatakowany przez swojego byłego przyjaciela QT Marshalla, który sprzymierzył się z Nickiem Comoroto, Aaronem Solowem i świeżo debiutującym Anthonym Ogogo, tworząc nową frakcję nazwaną The Factory. Na gali Blood and Guts 5 maja, Rhodes pokonał Marshalla, ale po walce został zaatakowany przez Ogogo, który powalił Rhodesa, zanim przykrył go flagą Wielkiej Brytanii. 12 maja na odcinku Dynamite, Rhodes wyzwał Ogogo na pojedynek na Double or Nothing.
28 kwietnia na odcinku Dynamite, Ethan Page i Scorpio Sky zaatakowali Darby’ego Allina i Stinga. 19 maja na odcinku Dynamite, ogłoszono walkę między Allinem i Stingiem a Pagem i Skyem na Double or Nothing, dzięki czemu była to pierwsza walka Stinga, który odbył się przed publicznością na żywo od czasu gali WWE Night of Champions we wrześniu 2015 roku.
12 maja na odcinku Dynamite, Christian Cage i Matt Sydal ogłosili się jako uczestnicy Casino Battle Royale. Siedmiu kolejnych uczestników zostało ujawnionych 18 maja na odcinku Dark, a pozostałych jedenastu konkurentów zostało ujawnionych na następnym odcinku Dynamite.
17 lutego na odcinku Dynamite, Riho pokonała Serenę Deeb podczas pierwszej rundy turnieju AEW Women’s World Championship Eliminator. 26 maja ustalono walkę pomiędzy nimi na pre-show Double or Nothing, z NWA World Women’s Championship Deeb na szali.

## Wyniki walk
| Nr                                                                   | Wyniki | Stypulacje                                                                                     | Czas  |
| -------------------------------------------------------------------- | --- | ---------------------------------------------------------------------------------------------- | ----- |
| 1P                                                                   | Serena Deeb (c) pokonała Riho poprzez submission | Singles match o NWA World Women’s Championship                                                 | 14:05 |
| 2                                                                    | "Hangman" Adam Page pokonał Briana Cage’a | Singles match                                                                                  | 12:00 |
| 3                                                                    | The Young Bucks (Matt Jackson i Nick Jackson) (c) (z Brandonem Cutlerem) pokonali Jona Moxleya i Eddiego Kingstona                                                                          | Tag team match o AEW World Tag Team Championship                                               | 21:00 |
| 4                                                                    | Jungle Boy wygrał eliminując jako ostaniego Christiana Cage’a | Casino Battle Royale o przyszłą walkę o AEW World Championship                                 | 23:30 |
| 5                                                                    | Cody Rhodes (z Arnem Andersonem) pokonał Anthony’ego Ogogo (z QT Marshallem) | Singles match                                                                                  | 10:55 |
| 6                                                                    | Miro (c) pokonał Lance’a Archera (z Jakiem Robertsem) poprzez techniczne poddanie | Singles match o AEW TNT Championship                                                           | 9:50  |
| 7                                                                    | Dr. Britt Baker, D.M.D. pokonała Hikaru Shidę (c) poprzez submission | Singles match o AEW Women’s World Championship                                                 | 17:20 |
| 8                                                                    | Darby Allin i Sting pokonali The Men of the Year (Ethana Page’a i Scorpio Skya) | Tag Team match                                                                                 | 12:30 |
| 9                                                                    | Kenny Omega (c) pokonał Orange’a Cassidy’ego i Paca | Three-way match o AEW World Championship                                                       | 27:00 |
| 10                                                                   | The Inner Circle (Chris Jericho, Jake Hager, Sammy Guevara, Santana i Ortiz) pokonali The Pinnacle (Casha Wheelera, Daxa Harwooda, MJF-a, Shawna Spearsa i Wardlowa) (z Tullym Blanchardem) | Stadium Stampede match Jeśli The Inner Circle przegra, zostaną zmuszeni do rozwiązania stajni. | 31:30 |
| (c) – mistrz/mistrzyni przed walkąP – walka miała miejsce w pre-show | |                                                                                                |       |

### Casino Battle Royale
| Kolor       | wrestler            | Nr. eliminacji      | Wyeliminowany przez                    | Eliminacje |
| ----------- | ------------------- | ------------------- | -------------------------------------- | ---------- |
| Trefle      | Christian Cage      | 20                  | Jungle Boya                            | 4          |
| Trefle      | Matt Sydal          | 1                   | Maxa Castera                           | 0          |
| Trefle      | Powerhouse Hobbs    | 15                  | Christiana Cage’a                      | 1          |
| Trefle      | Dustin Rhodes       | 6                   | Powerhouse Hobbsa                      | 2          |
| Trefle      | Max Caster          | 2                   | Christiana Cage’a                      | 1          |
| Karo        | Isiah Kassidy       | 17                  | Jungle Boya                            | 2          |
| Karo        | Matt Hardy          | 19                  | Christiana Cage’a                      | 3          |
| Karo        | Preston Vance       | 5                   | Dustina Rhodesa                        | 1          |
| Karo        | Nick Comoroto       | 4                   | Dustina Rhodesa                        | 0          |
| Karo        | Serpentico          | 3                   | Prestona "10" Vance’a                  | 0          |
| Kiery       | Brian Pillman Jr.   | 10                  | Isiaha Kassidy’ego i Marqa Quena       | 1          |
| Kiery       | Griff Garrison      | 9                   | Matta Hardy’ego                        | 1          |
| Kiery       | Colt Cabana         | 7                   | Isiaha Kassidy’ego                     | 0          |
| Kiery       | Anthony Bowens      | 8                   | Briana Pillmana Jr. i Griffa Garrisona | 0          |
| Kiery       | Penta El Zero Miedo | 14                  | Jungle Boya                            | 1          |
| Piki        |                     |                     |                                        |            |
| Jungle Boy  | —                   | Zwycięzca           | 3                                      |            |
| Marq Quen   | 18                  | Christiana Cage’a   | 1                                      |            |
| Aaron Solow | 11                  | Lee Johnsona        | 0                                      |            |
| Evil Uno    | 13                  | Penta El Zero Miedo | 0                                      |            |
| Lee Johnson | 12                  | Matta Hardy’ego     | 1                                      |            |
| Joker       | Lio Rush            | 16                  | Matta Hardy’ego                        | 0          |